# 呂壹
呂壹（？－238年？），三國時吳國人，受孫權用為心腹，任中書典校郎，監察中央和地方州郡文書事。壹為人險狠，用法嚴苛，曾經誣陷宰相顧雍、左將軍朱據等人。後因誣告事發，被斬首。

## 生平
極受孫權寵信，玩權弄法，大臣潘濬、步騭、陸遜和太子孫登時時刻刻上書指責。潘濬甚至打算把呂壹刺殺。
呂壹門客違法，被建安太守鄭冑所殺，令呂壹非常憤恨，於是中傷鄭冑，孫權立刻禁錮鄭冑，後因潘濬、陳表上言，鄭冑才得以釋放。
誣告江夏太守刁嘉「謗訕」，孫權向百官調查，百官都不敢違逆呂壹，紛紛贊同。只有是儀表示沒聽過此事。最後因為是儀的堅持，刁嘉方得以無事。
後陷害宰相顧雍，黃門侍郎謝厷去向呂探問消息，呂壹表示不樂觀。但是謝厷卻巧言，只要顧雍被免官，將由潘濬接任宰相。呂壹畏懼潘濬，只好放過顧雍。潘濬每次見孫權力陳呂壹奸險，使呂壹受到的寵幸逐漸衰微。

### 身死
呂壹控告身為左將軍的朱據私吞軍餉，拷打朱據幕府管理財務的軍官，並將該官打死。朱據憐其屈死獄中，為該官安葬。卻被呂壹認定是心虛的証據。朱據只好自我監禁，等候孫權審查。後來孫權發現朱據是清白的，於是說：「連朱據都會被誣告，何況一般的官吏百姓呢？」憤而將呂壹處死。
呂壹被收監時，顧雍雖然被呂壹陷害過，但他審問呂壹時表現得寬宏大量，並問呂壹：「你還有什麼話想要說的嗎？」呂壹不說話直接叩頭。當時同行的尚書郎懷敘辱罵呂壹，被顧雍呵責「我們做官都需要執行正法，為什麼你要這樣呢！」
先前，諸葛瑾、朱然、步騭和呂岱以自己為武官，未有干涉呂壹一事，呂壹死後，孫權派遣中書郎袁禮斥責四人，指自己與四人恩猶骨肉，榮福喜戚，相與共之，自己政治上出錯，理應上奏勸告，不應置身事外。

## 註解
1. ↑  中書典校郎，又稱「校事」、「典校事」，猶今之「特務」
2. ↑  其中步騭有上諫過，只是提及校事制度，對呂壹有所隱晦